# شانتي لوري
شانتي لوري (بالإنجليزية: Shanti Lowry)‏ هي راقصة وممثلة أمريكية، ولدت في 2 أبريل 1982 في الولايات المتحدة.

## أعمال

### أفلام
- (2003) باك إن أكشن[4]
- (2003) خنق كامل[5]

## وصلات خارجية
- شانتي لوري على موقع IMDb (الإنجليزية)
- شانتي لوري على موقع ألو سيني (الفرنسية)
- شانتي لوري على موقع أول موفي (الإنجليزية)
- شانتي لوري على موقع قاعدة بيانات الفيلم (الإنجليزية)
- شانتي لوري على موقع كينوبويسك (الروسية)
- شانتي لوري على موقع كينوبويسك (الروسية)